# 昭和元祿落語心中
《昭和元祿落語心中》（日语：昭和元禄落語心中）為漫畫家雲田晴子的日本漫畫作品。『ITAN』（講談社）2010年零號（創刊號）上連載中。第38回（2014年度）講談社漫畫賞一般部門受獎作、2013年日本新媒體動漫藝術節漫畫部門受獎作。
2014年12月時電視動畫化發表。2015年3月發售的單行本第7卷與同年8月發售的同第8卷收錄OVA特裝版，兩卷「與太郎放浪篇」動畫化。電視系列首期自2016年1月8日起在MBS的「Animeism」播出，並以OVA的形式將「八雲與助六篇」動畫化。2017年1月播出次期「助六再現篇」。
2018年10月14日，NHK綜合頻道電視劇10播出同名改編真人戲劇。

## 故事概要
與太郎放浪篇
單行本第1卷到第2卷收錄。舞台是昭和50年代時。在監獄刑滿出獄的原小混混的與太郎，在1年前因慰問會而來訪的落語家第八代有樂亭八雲表演的死神聞之感動，出獄後就直奔八雲表演的寄席，並對他提出成為弟子的申請。原來不打算收弟子的八雲，卻答應用他並賦予他與太郎之名而一起行動，並在他家中與八雲的養女小夏相遇。
八雲與助六篇
單行本第2卷到第5卷收錄。舞台是戰爭前到昭和30年代時。「放浪篇」的前傳。描寫年輕時的第八代八雲當時還叫菊比古，與小夏的父親也是同門的助六當時還叫初太郎的青春模樣。
助六再現篇
單行本第5卷以後收錄。舞台是昭和末期到平成初期時。落語受歡迎度式微，都市內的寄席只剩下1軒的時候，磨練技藝的與太郎升為真打，並繼承小夏的父親「助六」的名號。

## 登場人物

### 主要角色
第三代有樂亭助六（聲優：關智一，演員：龍星涼）
前座·二目時是與太郎。通稱：與太。升為真打的同時以第三代助六襲名。
主角。本名強次。原是小混混，犯事入獄。本來做為模範囚犯應該假釋，因孓身一人，沒有任何人擔保故必須刑滿方能出獄。在監獄中服刑時因為聽了第八代八雲的「死神」而感動，並決定「出獄後前往寄席」自願成為第八代八雲的弟子。孤獨無依這一點打動了第八代八雲，破格收他入門為弟子。在師傅家中結識八雲的養女·第二代助六的女兒夏子，並從其筆記中習得第二代助六的落語風格，之後竟此承襲為第三代助六。
他極愛師傅的落語但是自忖實在無法模仿，反而偏向第二代助六的落語風格。某雪天在師傅的表演中睡著，鼾聲甚至干擾了表演，遭破門逐出，再三懇求後須答允三個條件方得重入門下。
內定真打後，小夏未婚先孕，乃向小夏求婚。向八雲要求承襲助六的名號。
在第八代八雲死後多年繼承「八雲」名號，成為第九代八雲。
第八代有樂亭八雲（聲優：石田彰、小林沙苗（幼時），演員：岡田將生、大西利空（幼時））
被稱為「昭和最後的大名人」的名落語家。本來是不打算收任何弟子的，但最後還是收了第三代助六成為弟子。
前座·二目時是菊比古。通稱：少爺。在升為真打後暫時還是以菊比古稱之。第二代助六過世後以第八代八雲襲名。
出身藝人家庭，由於是男性，即使學習舞蹈也不受待見，右腳受傷後遭雙親遺棄，送往第七代八雲處拜師學藝。與信兄·後來的第二代助六同日入門，彼時為人拘謹，缺乏笑容和自信，對未來不抱希望，信兄的傑出則讓他對落語又愛又恨。二戰爆發後落語界日益蕭然，少爺·菊比古本欲遵照信兄的勸告嘗試轉換風格，落語界卻因時局日緊自我約束禁演花柳、艷笑類的落語。隨著戰事緊張，門生四散，師傅不得已攜信兄前往滿洲慰軍，讓他和師娘回鄉。由於殘疾免徵，留在後方從事生產，師傅和信兄音訊中斷，師娘逐漸失卻他們生還的希望。本來一度或想就此放棄落語，這時的他為求平復心情而經常練習，反重新燃起了對落語的興趣。戰後和師娘即刻回到東京，師傅在神樂坂的家倖免於戰火並有住在附近的松田代為照顧房子。落語界這時因戰後物資短缺，人心亟需娛樂，無須它物的落語界迅速回復，菊比古在位居真打的大師們的同意下得臨時以二目的待遇演出，而終於待得師傅和信兄歸來。成年後，和信兄一起升上二目。
與信兄住在一起，但相對於才華洋溢的信兄，勤於練習的菊比古卻始終比不上。當信兄在吉原放浪的同時，菊則逐漸與美代吉走近。苦悶而懷疑自己是否適合當落語家的菊，受到美代吉的鼓勵，接著與助六在鹿芝居（年輕落語家的芝居）中，因飾演「弁天娘女男白浪」的弁天小僧的女裝大受好評。彷徨的菊比古因此次契機確立自己嫵媚向的落語風格。
時代變遷中，藉助收音機廣播等平台菊比古這一輩落語者名聲遠播，而菊的美貌讓他在跟隨師傅的巡迴演出中更加受到歡迎。由於師傅告誡，畏懼遭破門放逐而無法繼續從事自己喜歡的落語，故放棄了喜歡的美代吉，同時決定獨身。相對於信兄致力為落語開創新局面，菊則傾向固守原有的落語，但因為信兄是其落語之道走得痛苦的來源，信兄也認為菊已經可以一人前進，兩人自此分道揚鑣。
與信兄一起升上真打後，與美代吉分手，美代吉誓言報復。信兄因與師傅爭執落語理念遭破門而落魄，旋與美代吉走在一起。師母逝世後，師傅欲傳八雲稱號予菊比古，然而仍然崇拜信兄的他依然期望由信兄來承襲，這時美代吉懷孕捲款而逃，信兄則夜訪告別。數年後，師傅亡故，向協會告假後尋訪信兄，在四國某蕎麥麺店遇上小夏。重逢後，努力讓信兄重新登台，在當地溫泉旅館的幫助下成功召開二人會，菊讓復出的信兄披上有八雲專用紋章的服飾，會後復邀信兄一家至東京師傅留下的舊邸同住。
根據菊自己的說法，當晚美代吉匿名邀菊至其房間，向菊表達復合的願望。面對美代吉，菊的感情混亂復動搖，顯露了自己對美代吉情意尚在，美代吉遂拉菊至窗檻處，求躍窗殉情。信兄此時衝入阻止並深表懺悔、振作之情，美代吉激動後退之際，不意窗檻欄杆脫落，意外墜落，信兄躍出抱住，菊則拉著信兄。惟菊實在不可能救起二人，信兄掙開其手，與美代吉雙雙墜死。但松田所言的真相為，美代吉持刀殺害信兄未遂，由菊比古阻止時剛好被松田和小夏撞見，小夏憤而將美代吉推向窗台，信兄用盡最後一口氣奔向美代吉力圖挽回，兩人不幸墜樓身亡，自己僅抱住小夏。事後將事情詮釋為美代吉想跟自己殉情，信兄只是不幸替死鬼。
作為監護人，菊帶著小夏回到東京。菊為承繼信兄的意志，繼承了八雲的名號，賣掉了師傅的住宅，遷居至淺草，租賃較小的房子。認為自己再次落單的菊·第八代八雲，從此過著哀莫大於心死的生活。面對小夏相當無奈，帶著無法教育好她的遺憾；對與太郎則相當嚴厲。
對孫輩的信之助相當疼愛。
小夏（聲優：小林優，演員：成海璃子、庄野凛（幼時））
八雲的養女，第二代助六與美代吉的獨生女。誕生於盛夏故名小夏。
雙親過世後，第八代八雲領養。在料亭工作。在父親的名字不明下生子，並和第三代助六做夫妻。生下長男·信之助，為了他的成長而出任寄席的囃子。
對養父第八代八雲恨之入骨，認為「爸爸是他殺死的」。
在四國出生，自小就在食肆以落語掙錢養家。喜歡爸爸和落語，討厭母親。八代八雲·菊比古與其父親的再會，讓她渡過了一段短暫的快樂時光，然而就在父親復出的二人會表演的當晚，父母雙雙橫死。菊成為小夏的監護人，隨後將小夏帶返東京。小夏認為菊的到來才使得家破人亡，帶著滿腔恨意與菊同住。但事實上正是其推落母親美代吉才導致兩人墜樓，自己及時被菊救起。而因當時驚嚇過度而記憶模糊。
為留下助六的血胤，在外懷孕，卻不肯透露孩子生父姓名。
跟與太郎結為連理後負責為落語伴奏。本身講落語的能力也不差，所以與太郎一直希望其成為第一位女性落語家，而本人則不敢如此。最後如願以償。
第二代有樂亭助六（聲優：山寺宏一、立川こはる（幼時），演員：山崎育三郎、南出凌嘉（幼時））
已過世。小夏的父親。和第八代八雲同年。同日入門的師兄。稱為很受歡迎的「稀世的天才」。因初代助六所授予打破陳規的落語，讓協會上層和評論家不予好評。在升為真打後因為藝風與見解方面的差異與師傅失和，最後遭逐出師門。
前座·二目時是初太郎。在二目途中以第二代助六自稱。通稱：「信兄（信さん）」。
自幼舉目無親，寄養某喜好落語的老爺子處，因此喜歡落語常免費混入寄席。與第八代八雲·少爺相遇時淘氣邋遢，極力糾纏第七代八雲求入門，應要求當場大剌剌表演落語，使當時悶悶不樂的少爺解頤，又提及照顧的老爺子已死，第七代八雲遂允入門。相對於少爺落語能力較為優秀並造成少爺·菊比古的壓力，但兩人依然很友愛。戰爭中和師傅一同前往滿洲慰軍並生還。初太郎戰前戰後對落語界的前景都樂觀且滿懷熱忱，也感染了菊比古。升上二目以後，與菊同住，既造成菊的壓力又推促其前進。在菊巡迴歸來後，因美代吉一事的契機，兩人坦白對話，信兄茲決定與菊分別。
行止邋遢、沉湎女色、落語界中又不按禮數的信兄，在界內惹來各種不滿，然而憑著觀眾歡迎，依然升上了真打。信兄對於戰後日本娛樂界的迅速變化有所警覺，認為落語要繼續娛樂人心，必須結合時代有所變革以觀眾為主，為之時時變化。菊則反對，認為落語不可如此，兩人的藝術之路自此判然分別。四處得罪落語界長輩的信兄，在升上真打的發表會上又刻意得罪協會會長（聲：柴田秀勝），為師傅所召見。會面間兩人為落語界的未來、理念起爭執，師傅乃怒言必將八雲的稱號授與菊比古，而信兄竟向師傅出手，遂逐出師門。
離開有樂亭後，與美代吉遷往四國。美代吉不願他表演落語，希望他從事普通工作，結果他終日無所事事，讓妻女養家。菊找到他時，正值美代吉離家出走。在菊的努力下重新振作，在地方上召開二人會，登上舞台。表演芝濱，罕有地演繹人情囃，表達了自己力圖振作的新心境。據菊的說法，美代吉夜約菊時，聽到二人的對話，在美代吉欲拉扯菊躍窗墜樓殉情時，衝入房內，真誠地向美代吉悔過求重來，如今以美代吉和小夏為寶的他，願意放棄落語認真工作。激動而後退的美代吉因窗台欄杆破損墜樓，為信兄躍空抱住。菊無力救起二人，信兄掙脫了菊的手。但松田所言的真相為，美代吉持刀殺害信兄未遂，由菊比古阻止時剛好被松田和小夏撞見，小夏憤而將美代吉推向窗台，信兄用盡最後一口氣奔向美代吉力圖挽回，兩人不幸墜樓身亡。
身邊有把入門就攜帶的扇子，為初代助六（聲：神奈延年）所傳。按信兄所言，小時很照顧他的老爺子似曾是六代八雲的子弟，但被迫離開有樂亭，流落街頭，打零工維生，業餘講落語而自稱助六，最後客死零工聚集地（寄せ場）。後將扇子送給了菊。
第七代有樂亭八雲（聲優：家中宏，演員：平田滿）
第八代八雲與第二代助六的師傅，第三代助六的師公。同日將信兄和少爺收入門下。兩人升為前座時，賜名初太郎、菊比古。戰中為不要辜負少爺·菊比古的母親而將他置於鄉下，攜信兄往滿洲慰軍。戰爭中音訊漸無，其妻（聲：小林優子）和菊比古一度以為無望，戰後終和信兄生還。在其努力斡旋下，徒弟二人都升上了真打。然而終因與信兄理念不合，將其逐出師門。
數年後，自妻子歿後身心皆日益衰弱。在某次師徒會上演出得意作「子別離」時發病。病榻上再度希望菊比古繼承「八雲」名號，故向他提起與初代助六競爭的過往。最初他因父親寵溺本無心落語，卻因新來的助六日益受父親重視而起競爭心，然而卻始終無法超越，最後迫使父親在眾人前許諾將八雲的稱號授予他，以為如此即是在落語上勝過初代助六，不料日後這稱號和初代助六卻都成了他的心病。信兄到門之日即知其為初代助六所教，然而始終執拗地不願將名號傳與「助六」甚或是菊，以至於失去其中一個。面對痛哭流涕的第七代八雲，菊依然拒絕繼承，不久即離世。
美代吉（聲優：林原惠，演員：大政絢）
小夏的母親。原藝妓。本名是百合惠。年齡比信兄·少爺高5歲。
第七代八雲在滿洲遇上的情人。對菊比古有意。最初為男人所誆騙，棄於滿洲，然後跟隨第七代八雲，回到日本後接著喜歡上菊比古。菊雖然也愛她，但是礙於師傅的告誡，無法與她成家，始終冷漠相對。自知或也遭菊遺棄的她，在某次偶遇中和信兄訴苦，信兄一時動心，卻意外為菊所撞見。菊向信兄表達了他喜歡而不能有結果的苦衷。
美代吉工作的置屋因戰後新法規不得不轉型為料亭，於是想委身菊。而這時升上真打的菊欲與美代吉分手，美代吉大怒誓言報復。遇上逐出師門後落魄的信兄，兩人遂在一起。懷孕後的美代吉某日帶走店裡的錢，與信兄一起回到四國的鄉下生產。美代吉獨力養家，繼續以身體掙錢。極力反對信兄講落語，嫌棄其酗酒懶髒，連帶討厭女兒小夏，後來拋家棄女，離家出走，另投懷抱。得知二人會的召開後，前往舉辦場地的溫泉旅館。據菊的說法，美代吉當晚邀菊私會，因殉情的衝動和情緒的激動，意外地與信兄雙雙摔死。但松田所言的真相為，美代吉持刀殺害信兄未遂，由菊比古阻止時剛好被松田和小夏撞見，小夏憤而將美代吉推向窗台，信兄用盡最後一口氣奔向美代吉力圖挽回，兩人不幸墜樓身亡。
松田（聲優：牛山茂，演員：篠井英介）
服侍第七、八代八雲的人。負責打理生活和駕駛。
平日穩重和善，但與太郎曾說他泡茶教學嚴酷如「斯巴達」。視小夏如己出，當小夏想要自己一人生小孩的時候怒不可遏。
在漫畫第八集對於助六與美代吉的往生過程與菊有重大出入。
在第八代八雲死後渡三途川時為其撐槳。

### 其他角色：與太郎放浪篇
圓屋萬歲（聲優：茶風林，演員：平泉成）
故人。上方落語家。本名淀川公男。代替第七代八雲，每年夏天舉辦兩人會。
圓屋萬月（聲優：遊佐浩二，演員：川久保拓司）
原上方落語家。萬歲的弟子也是兒子。父親死後放棄落語，轉投經營電視節目維生。時關西的寄席已無，東京僅餘一軒，對落語的未來持悲觀的看法。
自願成為第八代八雲的弟子而幾次來到東京。在前座時代嫉妒譏謔成為八雲惟一弟子的與太郎，與太郎升為真打後雖然還是嫉妒但已經開始認可他。
榮（聲優：斎藤恵理，演員：酒井美紀）
小夏工作料亭的老闆娘，認識美代吉。
貓助師傅（聲優：林家信平）
東京的落語家。聲優本人同時是動畫的落語監修者。
Amaken（聲優：山口勝平，演員：夙川アトム）
落語評論家。八雲的戲迷，不過當事人很討厭他。向八雲自我介紹時為天野（あまの）。
黑道大哥（聲優：加瀨康之，演員：永岡佑）
與太郎入獄前在黑道的前輩。聽聞與太郎入第八代八雲門下來到家中極力要他重操舊業。第八代八雲以「作為大哥有義務聽聽與太郎的落語」為由讓他同席觀賞與太郎表演的「出來心」，見其表演後即悄然離去。
後以「吉切組」幹部的身分再次登場。告訴與太郎當年的老大與小夏有染之事。之後在與太郎質問時試圖阻緩，並為其行為捏把冷汗。
師兄（聲優：須藤翔）
與太郎在落語界的前輩。

### 其他角色：八雲與助六篇
樋口榮助（聲優：關俊彥（助六再現篇）、矢野正明（八雲與助六篇時為學生））
以傳統技藝為題材的暢銷作家。曾欲拜八雲為師。與太郎升上真打為第三代助六後，勸說助六創新落語。
用自己的管道收集到不少包含第二代助六與第三代八雲年輕時的錄音檔案甚至影像，並協助落語的保存與發展。
情報非常靈敏，熟知落語界各種傳聞。在最後推測信之助的親生父親實為第八代八雲，而小夏隱諱地承認此點。
第一代有樂亭助六（初代 有楽亭 助六（ゆうらくてい すけろく），聲優：神奈延年，演員：柳家緑助
撫養幼時舉目無親的初太郎，並教導他說落語。自稱『助六』，但沒人知道他的真名。
其實，他是第七代八雲的同門，落語說得極好，但因為沒有繼承到八雲的名號而離開落語界。
第七代八雲過世前，把這件事的始末告訴菊比古。
千代（聲優：伊藤結衣，演員：石橋菜津美）
菊比古的初戀，後來因為戰爭爆發而分手。

### 其他角色：助六再現篇
信之助（聲優：小松未可子（幼時）、小野友樹（青年時期），演員：嶺岸煌桜（幼時）、和田崇太郎（青年時期））
小夏的私生子，後成為與太郎的兒子。名字中的「信」字源自第二代助六的本名。
城戶績（聲優：土師孝也，演員：中原丈雄）
黑道「吉切組」組長，第三代助六(強次)過去效忠的黑道老大。
因助六學落語而跟第八代八雲結緣。
與太郎認定其是信之助的親生父親。
小雪（聲優：朝井彩加，演員：高橋奈々）
小夏和與太郎的女兒、信之助的妹妹。外表與母親小夏相似，而個性則像父親與太郎。
似乎對說落語沒有興趣，但喜歡聽落語。

## 出版書籍
| 卷數 | 講談社        | 講談社                 | 東立出版社    | 東立出版社             | 世纪文景   | 世纪文景               |
| 卷數 | 發售日期      | ISBN                   | 發售日期      | ISBN                   | 發售日期   | ISBN                   |
| ---- | ------------- | ---------------------- | ------------- | ---------------------- | ---------- | ---------------------- |
| 1    | 2011年7月7日  | ISBN 978-4-06-380514-7 | 2013年2月25日 | ISBN 978-986-317-595-7 | 2023年预定 | ISBN 978-7-208-17564-8 |
| 2    | 2012年1月6日  | ISBN 978-4-06-380554-3 | 2013年5月2日  | ISBN 978-986-317-596-4 | 2023年预定 | ISBN 978-7-208-17564-8 |
| 3    | 2012年10月5日 | ISBN 978-4-06-380592-5 | 2013年7月15日 | ISBN 978-986-324-106-5 | 2023年预定 | ISBN 978-7-208-17564-8 |
| 4    | 2013年6月7日  | ISBN 978-4-06-380631-1 | 2014年6月10日 | ISBN 978-986-332-832-2 | 2023年预定 | ISBN 978-7-208-17564-8 |
| 5    | 2014年2月7日  | ISBN 978-4-06-380670-0 | 2015年1月15日 | ISBN 978-986-348-759-3 | 2023年预定 | ISBN 978-7-208-17564-8 |
| 6    | 2014年8月7日  | ISBN 978-4-06-380708-0 | 2015年8月6日  | ISBN 978-986-365-737-8 | 2023年预定 | ISBN 978-7-208-17564-8 |
| 7    | 2015年3月6日  | ISBN 978-4-06-380752-3 | 2016年3月17日 | ISBN 978-986-431-104-0 | 2023年预定 | ISBN 978-7-208-17564-8 |
| 8    | 2015年8月7日  | ISBN 978-4-06-380788-2 | 2017年3月22日 | ISBN 978-986-462-070-8 | 2023年预定 | ISBN 978-7-208-17564-8 |
| 9    | 2016年2月5日  | ISBN 978-4-06-380832-2 | 2017年4月27日 | ISBN 978-986-332-377-8 | 2023年预定 | ISBN 978-7-208-17564-8 |
| 10   | 2016年9月7日  | ISBN 978-4-06-380876-6 | 2017年8月24日 | ISBN 978-986-482-235-5 | 2023年预定 | ISBN 978-7-208-17564-8 |

## 電視動畫
電視動畫第2期《昭和元祿落語心中～助六再現篇～》2017年1月預定播放。

### 製作人員
電視動畫(第一季)
- 原作：雲田晴子『昭和元禄落語心中』（講談社『ITAN』連載中）
- 監督：畠山守
- 落語監修：
- 系列構成：熊谷純
- 人物設計：細居美惠子
- 美術監督、美術設定：黛昌樹
- 色彩設計：佐野瞳
- 攝影監督：浜尾繁光
- 編集：松原理惠
- 音響監督：辻谷耕史
- 音樂：澀江夏奈
- 音樂製作：STARCHILD
- 執行監製：中西豪、松下卓也、丸山博雄
- 監製：矢田晶子、山崎慶彥、龜井博司
- 動畫監製：浦崎宣光
- 動畫製作：STUDIO DEEN
- 製作：落語心中協会

電視動畫(第二季)
- 原作：雲田晴子『昭和元禄落語心中』（講談社『ITAN』連載中）
- 監督：畠山守
- 落語監修：
- 系列構成：熊谷純
- 人物設計：細居美惠子
- 美術監督、美術設定：黛昌樹
- 色彩設計：佐野瞳
- 攝影監督：越山麻彥
- 編集：松原理惠
- 音響監督：辻谷耕史
- 音樂：澀江夏奈
- 音樂製作：國王唱片
- 執行監製：三嶋章夫、吉羽治、中西豪
- 監製：矢田晶子、山崎慶彥、龜井博司、松下卓也、丸山博雄
- 動畫監製：浦崎宣光
- 動畫製作：STUDIO DEEN
- 製作：落語心中協会

OVA
- 3DCG監督：樋本悠貴
- 執行監製：針生雅行、中西豪
- 監製：折橋洋一
- 製作：昭和元祿落語心中OAD製作委員會

其餘職位與電視動畫第一季相同

### 主題曲
第1季
片頭曲「薄ら氷心中」（第3話 - 第10話、第13話）
作詞、作曲、編曲：椎名林檎，木管編曲：村田陽一，歌：林原惠
片尾曲
作曲、編曲：澀江夏奈
第2季
片頭曲「今際の死神」（第2話、第4話 - 第10話）
作詞・作曲 - 椎名林檎 / 編曲 - 斎藤ネコ / 歌 - 林原惠
片尾曲「ひこばゆる」（第4話 - 第10話）
作曲・編曲 - 澁江夏奈

### 各話標題
| 話數           | 日語標題 | 中文標題          | 劇本       | 分镜              | 演出                                                                | 作畫監督                              | 總作畫監督                 |     |
| OVA            | OVA      | OVA               | OVA        | OVA               | OVA                                                                 | OVA                                   | OVA                        | OVA |
| -------------- | -------- | ----------------- | ---------- | ----------------- | ------------------------------------------------------------------- | ------------------------------------- | -------------------------- | --- |
| 其一           |          | 與太郎放浪篇·前篇 | 熊谷純     | 畠山守            | 赤城博昭                                                            | 淺井昭人、森本浩文                    | 石井明治 森本浩文          |     |
| 其二           |          | 與太郎放浪篇·後篇 | 熊谷純     | 畠山守            | 竹下健一                                                            | 石川洋一、木村友美                    | 中嶋敦子                   |     |
| 電視動畫第一季 |          |                   |            |                   |                                                                     |                                       |                            |     |
| 第一話         |          | 與太郎放浪篇      | 熊谷純     | 畠山守            | 赤城博昭 竹下健一                                                   | 森本浩文、淺井昭人 木村友美、石川洋一 | 中嶋敦子 森本浩文 石井明治 |     |
| 第二話         |          | 八雲與助六篇      | 熊谷純     | 畠山守            | 久保太郎                                                            | 加藤萬由子、松尾亞希子                | 森本浩文                   |     |
| 第三話         | 望月智充 | 八雲與助六篇      | 熊谷純     | 村田尚樹          | 中島美子、                                                          | 中嶋敦子                              |                            |     |
| 第四話         | 中西泰博 | 八雲與助六篇      | 田頭忍     | 上野史博          | 小林由香里                                                          | 森本浩文                              |                            |     |
| 第五話         | 待田堂子 | 八雲與助六篇      | 名村英敏   | 牧野友映          | 、櫻井正明 松尾亞希子、森本浩文                                     | 中嶋敦子                              |                            |     |
| 第六話         | 柿原優子 | 八雲與助六篇      | 中山奈緒美 | 村田尚樹          | 木村友美、石川洋一 小島繪美                                         | 森本浩文                              |                            |     |
| 第七話         | 中西泰博 | 八雲與助六篇      | 望月智充   | 久保太郎          | 松尾亞希子、加藤萬由子 名村英敏、                                   | 中嶋敦子 石井明治 森本浩文            |                            |     |
| 第八話         | 待田堂子 | 八雲與助六篇      | 田頭忍     | 淺利藤彰 村田尚樹 | 石川洋一、 中島美子                                                 | 森本浩文                              |                            |     |
| 第九話         | 熊谷純   | 八雲與助六篇      | 木村延景   | 木村延景          | 森本浩文、 藤田正幸                                                 | 中嶋敦子                              |                            |     |
| 第十話         | 柿原優子 | 八雲與助六篇      | 名村英敏   | 中村近世          | 小林由香里                                                          | 森本浩文                              |                            |     |
| 第十一話       | 中西泰博 | 八雲與助六篇      | 園田雅裕   | 園田雅裕 村田尚樹 | 木村友美、石川洋一 森本浩文                                         | 中嶋敦子                              |                            |     |
| 第十二話       | 熊谷純   | 八雲與助六篇      | 阿部達也   | 阿部達也          | 松尾亞希子、石井明治 森本浩文、木村友美 中島美子                    | 森本浩文                              |                            |     |
| 第十三話       | 熊谷純   | 八雲與助六篇      | 畠山守     | 久保太郎 淺利藤彰 | 森本浩文、木村友美 、                                               | 中嶋敦子                              |                            |     |
| 電視動畫第二季 |          |                   |            |                   |                                                                     |                                       |                            |     |
| 第一話         |          | 助六再現篇        | 熊谷純     | 畠山守            | 久保太郎                                                            | 森本浩文、ウクレレ善似郎 木村友美     | 中嶋敦子                   |     |
| 第二話         | 中西泰博 | 助六再現篇        | 安藤貴史   | 畠山守            | 森本浩文、中山由美 加藤真由子                                       | 木村友美                              |                            |     |
| 第三話         | 待田堂子 | 助六再現篇        | Bob白旗    | 畠山守            | 中島美子、伊藤智子 本多みゆき                                       | 中嶋敦子                              |                            |     |
| 第四話         | 熊谷純   | 助六再現篇        | 清水一伸   | 畠山守            | 宮田瑠美、酒井啓史 木村友美                                         | 木村友美                              |                            |     |
| 第五話         | 熊谷純   | 助六再現篇        | 畠山守     | 畠山守            | まい。、森本浩文                                                    | 中嶋敦子                              |                            |     |
| 第六話         | 中西泰博 | 助六再現篇        | 渡邊浩     | 渡邊浩            | 伊藤智子、中島美子 伊藤浩、川添亜希子                               | 木村友美                              |                            |     |
| 第七話         | 待田堂子 | 助六再現篇        | 畠山守     | 安藤貴史          | 飯田遥、徳丸めぐみ 森本浩文、本多みゆき 岡田雅人                    | 中嶋敦子                              |                            |     |
| 第八話         | 柿原優子 | 助六再現篇        | 畠山守     | 久保山英一        | 坂由加里、吉田徹 都築裕佳子、大河原晴男                             | 木村友美                              |                            |     |
| 第九話         | 中西泰博 | 助六再現篇        | 中村近世   | 安部佑二郞        | 細田沙織、簾畑由美 徳丸めぐみ、中山由美                             | 中嶋敦子                              |                            |     |
| 第十話         | 待田堂子 | 助六再現篇        | 福島宏之   | 阿部雅司          | 清水勝祐、森本浩文 小田真弓、簾畑由美 伊藤智子                      | 木村友美                              |                            |     |
| 第十一話       | 柿原優子 | 助六再現篇        | 木村延景   | 木村延景          | 森本浩文、まい。 川添亜希子、中山由美 細田沙織、大塚八愛 簾畑由美   | 中嶋敦子                              |                            |     |
| 第十二話       | 熊谷純   | 助六再現篇        | 畠山守     | 久保太郎          | 森本浩文、小田真弓 木村友美、中島美子 野口莉英子、清水勝祐 臼井篤史 | 中嶋敦子 木村友美                     |                            |     |

### BD/DVD
| 卷數 | 發售日期      | 收錄話數        | 規格編號   | 規格編號   |
| 卷數 | 發售日期      | 收錄話數        | BD限定版   | DVD限定版  |
| ---- | ------------- | --------------- | ---------- | ---------- |
| 1    | 2016年2月24日 | 第1話           | KIXA-90617 | KIBA-92265 |
| 2    | 2016年3月23日 | 第2話 - 第3話   | KIXA-90618 | KIBA-92266 |
| 3    | 2016年4月27日 | 第4話 - 第5話   | KIXA-90619 | KIBA-92267 |
| 4    | 2016年5月25日 | 第6話 - 第7話   | KIXA-90620 | KIBA-92268 |
| 5    | 2016年6月22日 | 第8話 - 第9話   | KIXA-90621 | KIBA-92269 |
| 6    | 2016年7月27日 | 第10話 - 第11話 | KIXA-90622 | KIBA-92270 |
| 7    | 2016年8月24日 | 第12話 - 第13話 | KIXA-90623 | KIBA-92271 |

### 播放電視台
日本深夜動畫：下文記載的日本国内播放時間使用日本標準時間（UTC+9）表示。因為部分時間标识會採用30小时制，因此請留意这类超过24:00的时间，其實際播放時間為翌日清晨。
| 播放地區   | 播放電視台 | 播放日期               | 播放時間（UTC+9）         | 所屬聯播網 | 備註   |
| ---------- | ---------- | ---------------------- | ------------------------- | ---------- | ------ |
| 關東廣域圈 | TBS電視台  | 2016年1月8日－4月1日   | 星期五 26時25分－26時55分 | 日本新聞網 |        |
| 近畿廣域圈 | 每日放送   | 2016年1月8日－4月1日   | 星期五 26時40分－27時10分 | 日本新聞網 | 製作局 |
| 中京廣域圈 | CBC電視台  | 2016年1月8日－4月1日   | 星期五 27時13分－27時43分 | 日本新聞網 |        |
| 日本全國   | BS-TBS     | 2016年1月9日－4月2日   | 星期六 24時30分－25時00分 | 衛星電視   |        |
| 日本全國   | AT-X       | 2016年1月20日－4月13日 | 星期三 21時30分－22時00分 | 衛星電視   | 有重播 |

## 外部連結
- （日語）昭和元祿落語心中 （页面存档备份，存于） - 講談社漫畫+
- （日語）動畫「昭和元祿落語心中」官方網站 （页面存档备份，存于）
- （日語）動畫「昭和元祿落語心中」的X（前Twitter）